# Johann Christoph Oelhafen von Schöllenbach
Johann Christoph Oelhafen von Schöllenbach (* 23. Oktober 1574 in Nürnberg; † 12. Mai 1631 ebenda) war ein deutscher Rechtsgelehrter, kaiserlicher Hofpfalzgraf und Gesandter der Reichsstadt Nürnberg zu den Reichstagen zu Regensburg.

## Leben
Johann Christoph Oelhafen von Schöllenbach entstammte der Nürnberger Patrizierfamilie Oelhafen von Schöllenbach, die ihren Ursprung in Zürich hatte und deren Mitglieder Anfang des 14. Jahrhunderts über Lauingen nach Nördlingen (1363 Heinrich Oelhafen urkundlich erwähnt) und später nach Nürnberg, wo sein Großvater Sixtus I. Oelhafen (um 1466–1539) Ahnherr der fränkischen Linie der Familie war.
Er war ein Sohn des Nürnberger Stadtrichters Johann Olehafen (1520–1580) und dessen Gemahlin Susanne Harsdörffer.
Am 25. Mai 1601 heiratete er Anna Maria Harsdörffer († 1619), mit der er dreizehn Kinder hatte. Seine zweite Ehe, am 21. Februar 1620 mit Katharina Pfintzing geschlossen, blieb kinderlos.

### Werdegang und Wirken
Er besuchte das Gymnasium in Altdorf, wo er mit seinen Festreden in lateinischer und griechischer Sprache den ersten Preis gewann. Nach dem Abitur ging er 1591 zur Universität Straßburg, wechselte wegen kriegsbedingter Unruhen am 24. Januar 1592 zur Philipps-Universität Marburg. 1594 kam er nach Den Haag, um bei den Niederländischen Generalstaaten für die Universität Leiden akademische Freiheiten zu erreichen. 1595 in seine Heimatstadt Nürnberg zurückgekehrt, begab er sich auf eine längere Studienreise, die ihn in verschiedene Länder führte.
Auf der Heimreise geschah bei einem Aderlass am 15. Mai 1599 bei Montpellier ein Missgeschick. Es wurde eine Ader durchstochen, so dass Lebensgefahr bestand und eine Armamputation drohte. Oelhafen erholte sich wieder und kam nach Nürnberg zurück, wo er Ratskonsulent und Assessor beim Reichskammergericht in Speyer wurde. 1600 promovierte er mit der Dissertation Misellanea juris controc. Civilis, canonici et feudalis zum Doktor beider Rechte.
In den Jahren von 1602 bis 1631 führte er über 50 diplomatische Missionen für verschiedene Herrscher und Fürstenhäuser.
So war er Berater des Herzogs Johann Casimir von Sachsen-Coburg beim Fränkischen Reichskreis
Bei der Einweihung der Universität Altdorf am 29. Juni 1623 hielt er die Festrede in lateinischer Sprache.
In den Jahren von 1625 bis 1631 war er Prokanzler der Universität Altdorf.
Im April 1631 erkrankte er auf dem Reichstag zu Regensburg schwer; er starb am 12. Mai 1631.
In der Gelehrtenbibliothek der Universität Altdorf befinden sich unter dem Namen Johann Christof Oelhafen von Schöllenbach über 1900 Schriften in 1400 Bänden.